# Joy to the World (Three Dog Night)
Joy to the World è un singolo del gruppo statunitense Three Dog Night, estratto dall'album del 1970 Naturally e ripubblicato come singolo nel 1971.
Il brano, scritto da Hoyt Axton, è arrivato in cima alle classifiche dei singoli negli Stati Uniti e in Canada, venendo certificato disco oro dalla RIAA. Si è inoltre classificato primo nella classifica statunitense dei singoli più venduti del 1971, ed è stato nominato per il Grammy Award alla miglior interpretazione vocale di gruppo.
Nel corso degli anni, Joy to the World è stata coverizzata da diversi artisti, ed il suo ritornello è stato usato da Mariah Carey in una versione dell'omonimo inno natalizio del 1994.

## Descrizione
Alcune delle parole contenute nella canzone non hanno senso logico (tra cui i versi iniziali "Jeremiah was a bullfrog | Was a good friend of mine | I never understood a single word he said | But I helped him a-drink his wine", letteralmente "Geremia era una rana toro | Era un mio buon amico | Non ho mai capito una sola parola di quello che diceva | Ma lo aiutavo a bere il suo vino").
Axton voleva infatti convincere i suoi produttori a registrare la nuova melodia che aveva scritto, e così gli fu chiesto di inventarsi un testo. Quando Axton suonò la canzone davanti al gruppo, due dei tre vocalist principali (Danny Hutton e Cory Wells) la rifiutarono, mentre Chuck Negron si disse favorevole a pubblicare una "canzone sciocca" per ricompattare la band.
La canzone fu quindi registrata dai Three Dog Night all'American Recording Company, prodotta da Richard Podolor e ingegnerizzata da Bill Cooper.

## Curiosità
- Il brano viene tradizionalmente riprodotto all'Empower Field at Mile High dopo ogni vittoria casalinga dei Denver Broncos
- La canzone è presente nel cortometraggio The ChubbChubbs Save Xmas.